# 帕特里克·卡林
帕特里克·卡林（瑞典語：Patrik Kallin，1979年1月4日—），瑞典男子轮椅冰壶运动员。他曾代表瑞典参加2010年和2014年冬季残疾人奥林匹克运动会轮椅冰壶比赛，其中2010年冬季残奥会获得一枚铜牌。